# Muldentalkreis
Muldentalkreis là một huyện cũ ở Bang tự do Sachsen, Đức. Các huyện giáp ranh (từ phía bắc theo chiều kim đồng hồ) là: s 
Delitzsch, Torgau-Oschatz, Döbeln, Mittweida và Leipziger Land.

## Lịch sử
Huyện có lịch sử từ Amt Grimma, được lập 1832 đến 1838, và sau này đã được đổi tên thành Kreis (huyện). Thành phố Wurzen đã được tách khỏi huyện này giai đoạn 1926-1945. Năm 1952, khu vực quanh Wurzen đã được tách khỏ huyện Grimma. Năm 1994, hai huyện cũ Grimma và Wurzen được sáp nhập lại. Vài đô thị từ các huyện khác quanh Bad Lausick được chuyển vào huyện mới sáp nhập này. Tháng 8 năm 2008, huyện này trở thành một bộ phận của huyện mới Leipzig.

## Các thị xã và đô thị
| Thị xã | Đô thị |
| --- | --- |
| 1. Bad Lausick 2. Brandis 3. Colditz 4. Grimma 5. Mutzschen 6. Naunhof 7. Nerchau 8. Trebsen (Mulde) 9. Wurzen | 1. Belgershain 2. Bennewitz 3. Borsdorf 4. Falkenhain 5. Großbothen 6. Hohburg 7. Machern 8. Otterwisch 9. Parthenstein 10. Zschadraß 11. Thallwitz 12. Thümmlitzwalde |